# R-Truth & Kofi Kingston
R-Truth & Kofi Kingston fue una alianza de lucha libre profesional, formada por R-Truth y Kofi Kingston en el año 2012.
Estos luchadores consiguieron un reinado como Campeones en Parejas de la WWE.

## Carrera
El 27 de febrero de 2012 Kofi y R-Truth, tuvieron su primer combate como alianza, en el cual se enfrentaron a Jack Swagger & Dolph Ziggler y a Epico & Primo en un combate por el Campeonato en Parejas de la WWE, sin embargo fueron derrotados, reteniendo de esta forma, Epico & Primo los títulos.
Posteriormente, el 30 de abril en un episodio de RAW, ambos obtuvieron el Campeonato en Parejas de la WWE, tras derrotar a Epico y Primo.
En Over the Limit retuvieron el título ante Jack Swagger & Dolph Ziggler.
Luego en Money in the Bank derrotaron a Hunico y Camacho en un combate normal sin los títulos en juego.
Más tarde en el mismo evento R-Truth y Kofi comenzaron un feudo con The Prime Time Players después de que estos atacaran a su mánager AW. Posteriormente el 16 de julio en un episodio de Raw, retuvieron sus títulos contra The Prime Time Players. Tras esta victoria el feudo entre ambos equipos se hizo más grande, de forma tal que se enfrentaron en SummerSlam en un combate por los títulos, R-Truth y Kofi retuvieron los títulos.
En Night of Champions perderían los títulos contra Team Hell No.
Al día siguiente intentaron recuperar los títulos pero nuevamente fueron derrotados.
Intentaron de nuevo recuperar los títulos participando en un torneo de parejas, pero fueron eliminados por Prime Time Players en la primera ronda el 5 de octubre. Tras este suceso ambos decidieron disolver la alianza y seguir con sus carreras de forma individual.

## En lucha
- Movimientos finales
  - Trouble in Paradise de Kingston (Jumping corkscrew roundhouse)
  - Truth or Consequences de R-Truth (Vertical suplex stunner)

- Música de Entrada
  - "U Suck" de R-Truth
  - "SOS" de Kofi Kingston

## Campeonatos y logros
- World Wrestling Entertainment/WWE
  - WWE Tag Team Championship (1 vez)

- Datos: Q21012899